# William Davies Evans

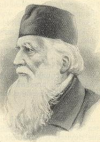
William Evans

William Davies Evans (* 27. Januar 1790 nahe Pembroke; † 3. August 1872 in Ostende) war ein walisischer Seemann und Schachspieler und Erfinder des Evans-Gambits.
Er ging mit 14 Jahren zur See und diente ab etwa 1815 auf Postschiffen. Vier Jahre später wurde er zum Kapitän befördert.
Das Schachspiel erlernte er erst mit 28 Jahren von einem Schiffsoffizier. Um 1824 entwickelte er das später nach ihm benannte Gambit, welches er 1826 in London unter anderem Alexander McDonnell zeigte, der zu dieser Zeit zu den weltbesten Spielern gehörte und das Evans-Gambit später oft anwandte. 1838 spielte Evans etliche Partien gegen Howard Staunton. Staunton erwähnt ihn auch mehrfach in seinem Chess-player's Handbook (1847) und bezeichnet sein Gambit als "geistreich und interessant" (ingenious and interesting).
Im Januar 1840 wurde Evans wegen seines angegriffenen Gesundheitszustandes in den Ruhestand versetzt, verbrachte dann aber noch zwei Jahre als Kapitän im Mittelmeerraum. Er machte sich auch einen Namen als Erfinder dreifarbiger Schiffsleuchten zur Vermeidung von nächtlichen Kollisionen auf See. Obwohl er als Anerkennung dafür von der britischen Regierung eine große Geldsumme und vom russischen Zaren eine goldene Taschenuhr erhielt, starb Evans schließlich verarmt in Ostende. Kurz vor seinem Tode wurde von englischen Schachspielern noch zu Spenden für ihn aufgerufen. Seine Ehefrau Marie Thérèse Duncan Evans überlebte ihn um mehrere Jahre.